# Пеньяусенде
Пеньяусенде (ісп. Peñausende) — муніципалітет в Іспанії, у складі автономної спільноти Кастилія-і-Леон, у провінції Самора. Населення — 489 осіб (2010).
Муніципалітет розташований на відстані близько 210 км на північний захід від Мадрида, 26 км на південний захід від Самори.
На території муніципалітету розташовані такі населені пункти: (дані про населення за 2010 рік)
- Фігеруела-де-Саяго: 33 особи
- Пеньяусенде: 376 осіб
- Тамаме: 80 осіб

## Демографія
Динаміка населення (INE ):

## Галерея зображень

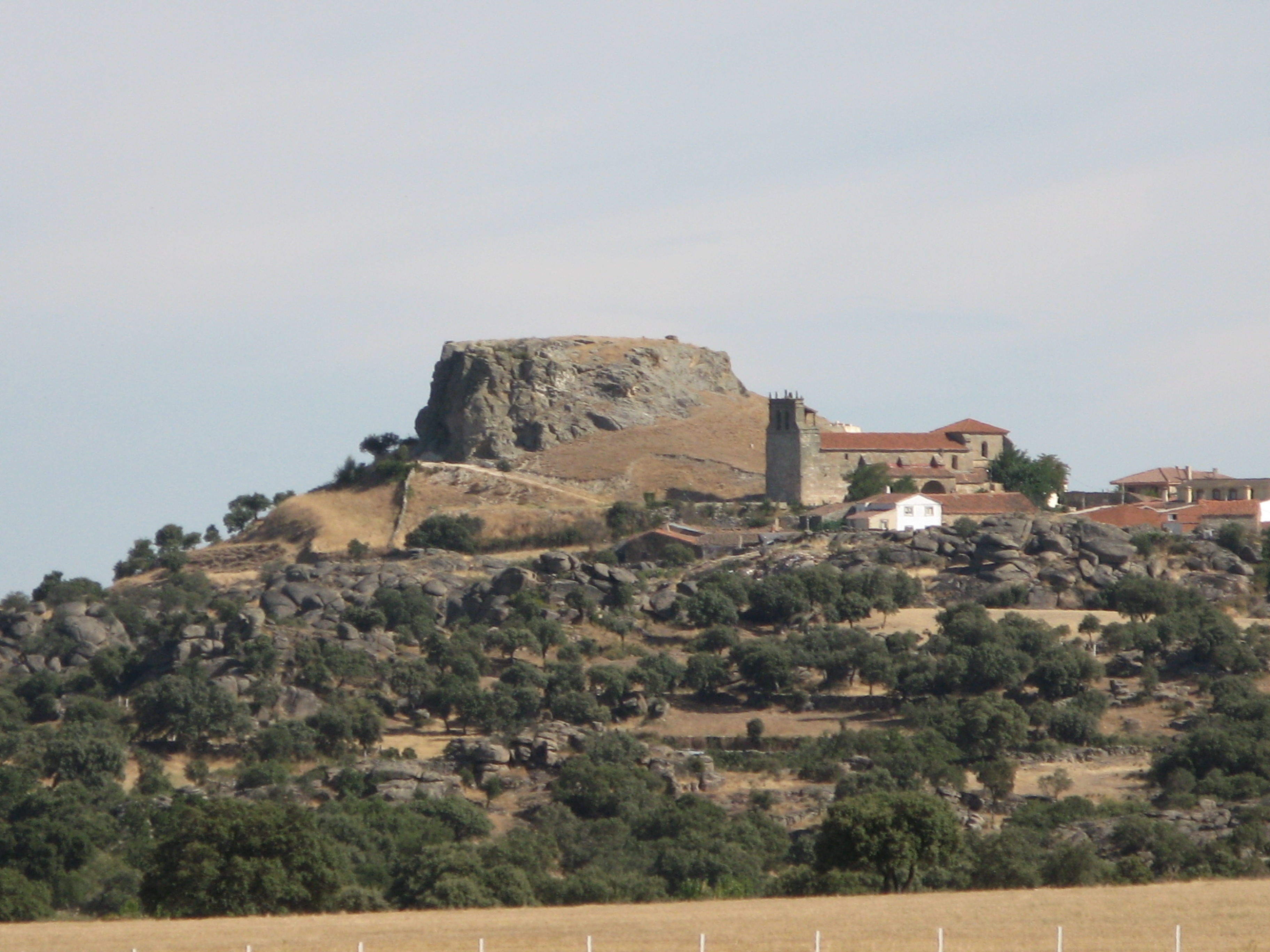
Пеньяусенде
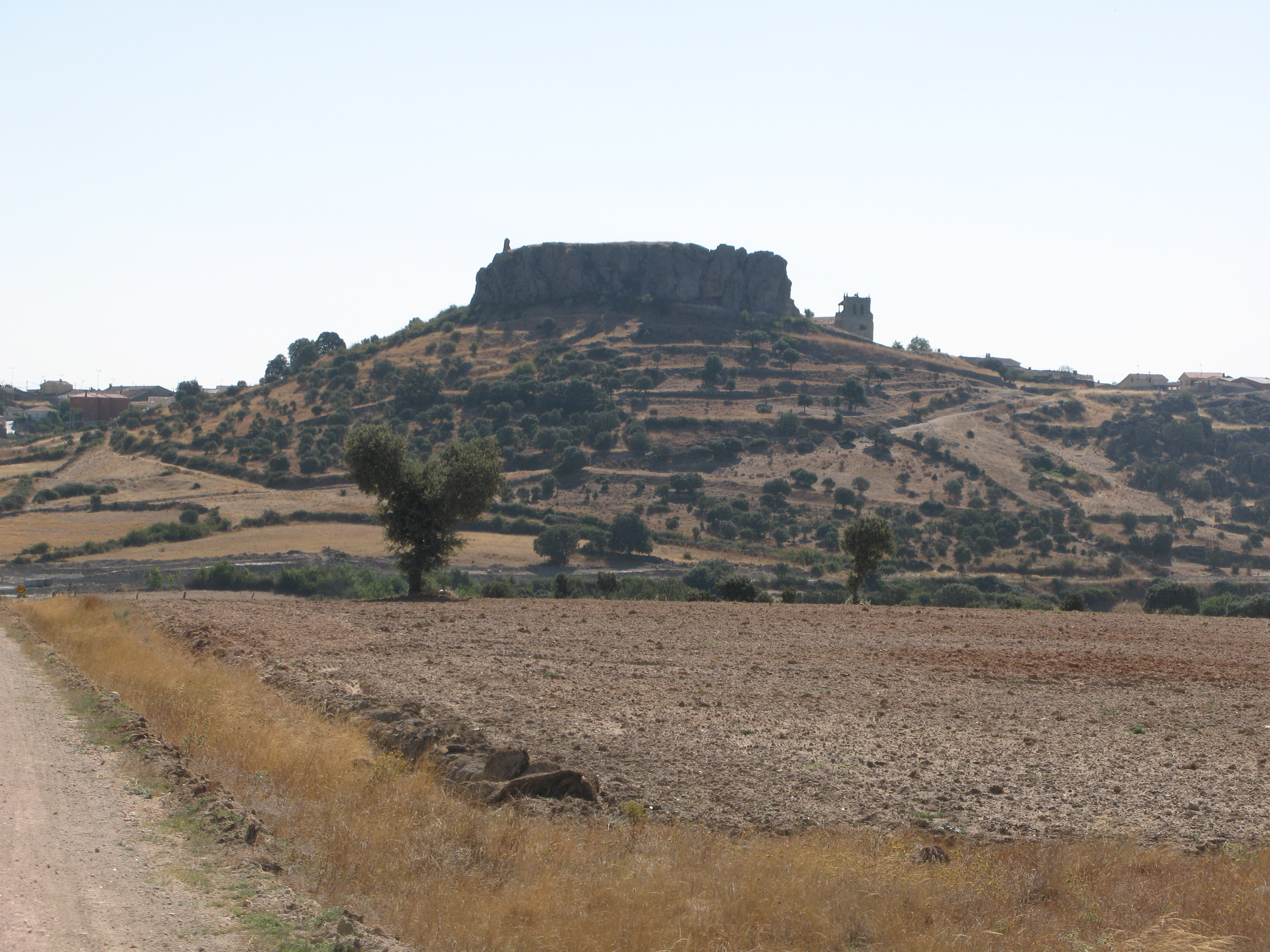
Пеньяусенде